# Telo mimetico mod. 1929

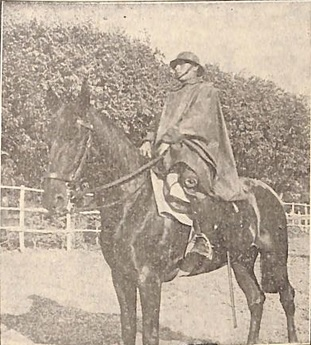
Cavaliere dell'Esercito Italiano che indossa un telo mimetico mod. 1929 come mantella, con il lato monocolore esposto

Il telo mimetico mod. 1929 era un accessorio in dotazione ai soldati dell'Esercito Italiano. Serviva come riparo individuale montato come tenda canadese, come poncho se indossato sopra alla divisa e allo zaino e, se unito ad altri teli, come tenda collettiva modulare. Inoltre, data la diversa trama mimetica per l'interno e per l'esterno, era un ottimo mascheramento durante le operazioni belliche. È noto per essere stato in assoluto il primo prodotto industriale con stampa a disegno mimetico.
Il telo, brevettato nel 1928, è entrato a far parte dell'equipaggiamento individuale dei militari a partire dal 1929, ed è rimasto in uso fino agli anni '90.

## Storia
Alla fine del 1907 fu proposto di equipaggiare l'Esercito Italiano con un'unica tenda smontabile, uguale per ufficiali e truppa, composta da quattro teli, quattro bastoni in legno che uniti insieme formavano l'unico palo di sostegno e otto picchetti, anch'essi in legno, per ancorarla al suolo. Il modello, ideato dal maggiore della riserva Emilio Bucciantini, veniva trasportata diviso tra quattro soldati all'interno dei rispettivi zaini oppure in un'unica valigetta del peso di 6 kg. Una volta montata assumeva pianta rettangolare e forma piramidale, culminando in un camino aperto. La tenda, aperta, misurava 1,75 m di altezza, 2,75 m di lunghezza e 2,25 m di larghezza. Ciascuno dei quattro teli poteva essere utilizzato come impermeabile di emergenza dai soldati. La tenda Bucciantini fu ufficialmente adottata dal Regio Esercito Italiano con circolare n.74 del 1914.

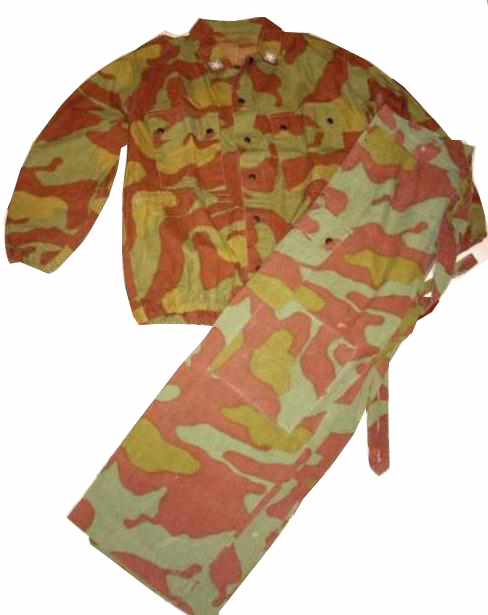
Uniforme mimetica italiana del 1958, confezionata con il tessuto del telo tenda mod. 1929

Il Mod. 1929 sostituì la tenda Bucciantini nel 1929. Il modello, brevettato da Roberto Pianegiani il 18 gennaio 1928 con repertorio n.258300 e descritto come "telo da tenda adattabile come mantello e per altri usi", era molto versatile e tale qualità, unitamente alla robustezza, ne facilitarono la rapida diffusione tra le truppe.
Durante la seconda guerra mondiale, subito dopo l'armistizio dell'8 settembre 1943, una grande quantità del tessuto Mod. 1929 fu requisita dai tedeschi che la utilizzarono per confezionare divise per le truppe; con tali uniformi furono equipaggiati, ad esempio, la 1. SS-Panzer-Division "Leibstandarte SS Adolf Hitler" e la 12. SS-Panzer-Division "Hitlerjugend". I macchinari originali furono trasferiti in Cecoslovacchia dopo la guerra e furono utilizzati per il confezionamento delle nuove divise dell'esercito cecoslovacco.
La qualità e la versatilità del prodotto fecero sì che rimanesse in uso nelle Forze Armate italiane nel secondo dopoguerra; fino agli anni 1990. La stessa stoffa fu usata per confezionare le uniformi tattiche del Battaglione San Marco e dei paracadutisti dell'esercito.

## Descrizione

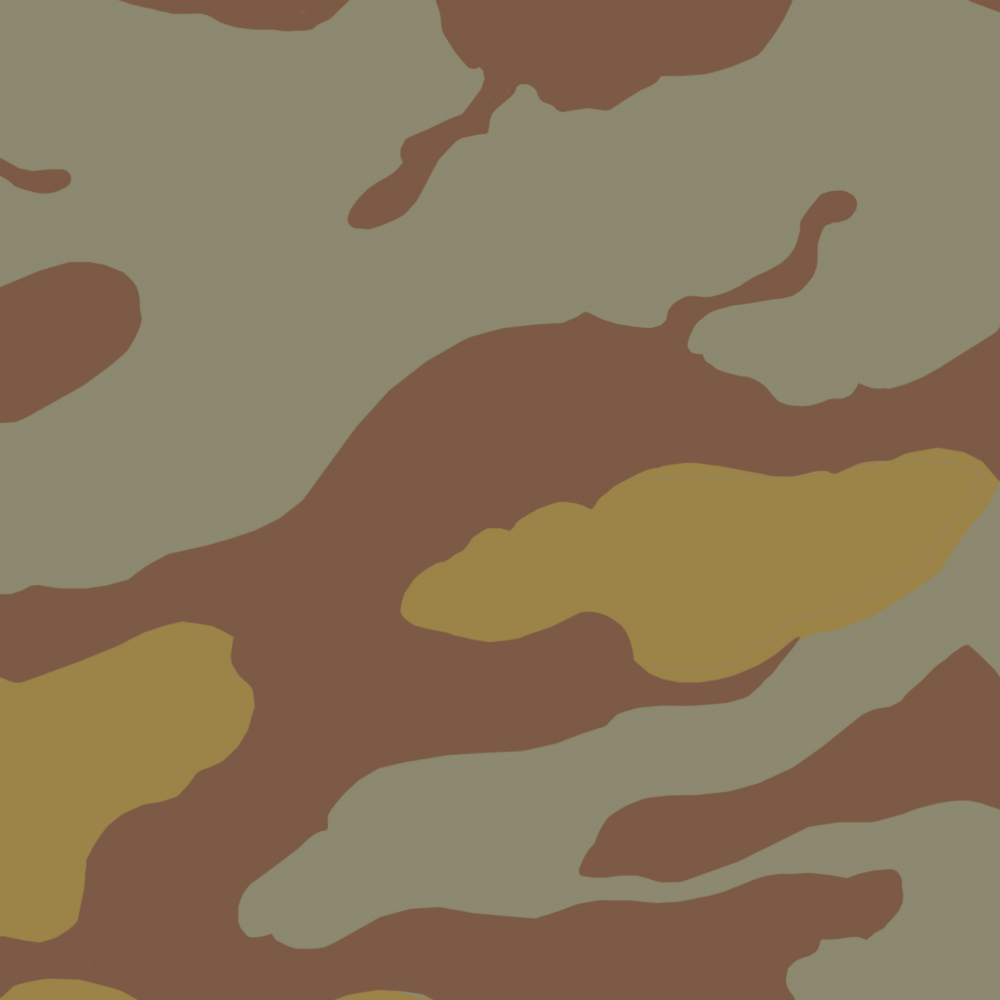
Lo schema mimetico del lato esterno del telo

Ciascun telo era di forma quadrata con il lato di 1,85 m con un foro sagomato al centro. Il colore interno era terra d'ombra mentre l'esterno era a chiazze mimetiche. Sul perimetro, a intervalli regolari, erano presenti asole e bottoni per permettere l'unione di più teli tra loro. La dotazione personale per ogni soldato comprendeva, oltre al telo, anche la paleria per il montaggio. In ciascuno dei quattro angoli del quadrato di tela, infatti, era presente un foro per il fissaggio del bastone per sorreggere la tenda.
La chiazzatura mimetica del telo, nota come la prima ad essere stata prodotta in quantità industriali, era di colore marrone rossiccia e verde chiaro su sfondo verde oliva.

## Utilizzo
Tenda, mantella, sacco da bivacco e come copertura per camuffamento.

### Tenda
L'unione di più teli abbottonati tra di loro e la giunzione di più bastoni insieme, consentiva la realizzazione modulare di tende di diversa capienza:
- tenda per quattro persone, mediante l'unione di due teli e la realizzazione di due pali composti da quattro bastoni ciascuno;
- tenda per sei persone, mediante l'unione di quattro teli e la realizzazione di tre pali composti da quattro bastoni ciascuno;
- tenda collettiva, mediante l'unione di un numero congruo di teli a seconda della necessità, sostenuta, oltre che dalla paleria, anche da sostegni e pali di fortuna. Questa tipologia di tenda aveva forma diversa a seconda della necessità e, a seconda del numero di teli utilizzati, poteva ospitare anche una ventina di soldati.

Gli ufficiali, durante le campagne belliche, alloggiavano singolarmente in una tenda da quattro ma, in tempo di pace, potevano disporre di una tenda simile a quella collettiva composta da cinque teli.
Attorno alla tenda veniva scavata una piccola trincea che, in caso di pioggia, sarebbe servita a convogliare l'acqua piovana verso il basso.

### Mantella
Al centro un'apertura sagomata, chiusa da lembi, permetteva di indossarlo come mantella introducendovi la testa e facendo ricadere i lembi sulle spalle. In questo caso i quattro vertici del quadrato venivano ripiegati all'interno e fissati con bottoni, facendo assumere al quadrato la forma ottagonale. Le falde laterali della mantella venivano fissate ai polsi. In caso di pioggia i due angoli del quadrato venivano lasciati liberi per consentire una maggior riparo alle gambe. I militari a cavallo lasciavano tutti e quattro gli angoli liberi. Il lato da rivolgere all'esterno era quello a tinta unita; solo in caso di guerra la mantella poteva essere indossata con la chiazzatura mimetica rivolta all'esterno. Durante il combattimento la mantella poteva essere ulteriormente ridotta, per non costituire impedimento ai movimenti, abbottonando i lembi sovrapposti.

### Sacco da addiaccio
Per utilizzare il telo come sacco per l'addiaccio, doveva essere ripiegato a metà, abbottonato sui due dei tre lati rimasti aperti; il militare si infilava nel sacco formatosi.

### Telo mimetico
Il telo era un ottimo mezzo per mimetizzare postazioni, depositi di munizioni o armi; scegliendo il lato da esporre, si poteva adattare la colorazione in evidenza alla tipologia del terreno nelle diverse stagioni, con il miglior risultato. Il mascheramento veniva poi completato con rami, foglie o altri materiali.